# Васецкий, Николай Александрович
Никола́й Алекса́ндрович Васе́цкий (род. 19 декабря 1946) — советский и российский историк, социолог и политический деятель. Доктор исторических наук, профессор. Действительный государственный советник Российской Федерации 2 класса.
Как историк, занимался изучением троцкизма, работал в ЦК КПСС. Первым среди советских историков, в 1989 г. опубликовал в «Литературной газете» статью, где указывал на роль НКВД (конкретно Н. И. Эйтингона) в убийстве Троцкого.

## Биография
В 1974 году окончил Университет дружбы народов им. П. Лумумбы.
В 1979 году защитил диссертацию на соискание учёной степени кандидата исторических наук по теме «Вопросы идеологической борьбы против троцкизма : На примере Франции 30-70-е годы» (специальность 07.00.04 — «История коммунистического и рабочего движения и национально-освободительных движений»)
В 1987 году защитил диссертацию на соискание учёной степени доктора исторических наук по теме «Исторический опыт борьбы КПСС против троцкизма по проблемам строительства социализма и современность» (специальность 07.00.01 — «История КПСС»)
В 1994—1995 годах — советник Председателя Государственной Думы Федерального Собрания РФ; член Бюро Федерального правления Социалистической партии России.
В 2000-е годы активно сотрудничал с ЛДПР и выпустил ряд книг под маркой издательства ЛДПР, в том числе 4 книги — в соавторстве с В. В. Жириновским. Преподаёт на социологическом факультете МГУ курсы «Этносоциология» и «Институты глобального управления».

## Награды
- Медаль ордена «За заслуги перед Отечеством» II степени (25 июля 2007 года) — за достигнутые трудовые успехи и многолетнюю плодотворную работу[3]

## Основные работы
Избранный список (полная библиография — см. ссылки):
- Троцкизм: новые тупики старых «идей». М.: Знание, 1984;
- От «революционной» фразы к безрассудному авантюризму. Критика внешнеполитических концепций современного троцкизма. — М.: Международные отношения, 1986;
- Октябрь в борьбе идей. — М.: Советская Россия, 1987;
- Страх перед правдой (критика буржуазных интерпретаций опыта Октябрьской революции). М.: Знание, 1987;
- El socialismo у la lucha. М.: Editorial Progreso, 1987;
- Ликвидация. Сталин, Троцкий, Зиновьев: фрагменты политических судеб. — М.: Московский рабочий, 1989. — 204 с. ISBN 5-239-00859-0
- Г. Е. Зиновьев: страницы политической биографии. М.: Знание, 1989. ISBN 5-07-000608-8
- О Троцком и троцкизме. М.: Общество «Знание» РСФСР, 1989;
- Л. Д. Троцкий: политический портрет // Новая и новейшая история. — 1989. — № 3;
- Г. Е. Зиновьев: страницы жизни и политической деятельности // Новая и новейшая история. — 1989. — № 4;
- «Я шел к Ленину с боями…» (Ленин и Троцкий. К характеристике взаимоотношений. 1920—1924). М.: Знание, 1991. ISBN 5-07-001889-2
- Как создавался IV Интернационал // Новая и новейшая история. — 1991. — № 5;
- Троцкий: Опыт политической биографии. — М.: Республика, 1992. — 352 с., ил. ISBN 5-250-01159-4
- Женщины Российской короны. М.: Международный Гуманитарный фонд «Знание», 1994. ISBN 5-87633-002-7
- Женщины во власти и безвластии. М.: Международный гуманитарный фонд «Знание», 1997. М:, ISBN 5-87633-029-9
- «Вождь»[уточнить]
- Жириновский В. В., Васецкий Н. А. Социология мировой политики: Учебное пособие для вузов, 2012. — ISBN 978-5-8291-1367-4, ISBN 978-5-904993-24-5
  - 2-е изд.. — М.: ЛДПР, 2013. — 432 с. — 3000 экз. — ISBN 978-5-4272-0003-5
- Добреньков В. И., Жириновский В. В., Васецкий Н. А. Социология мировых цивилизаций: Учебное пособие для студентов вузов. — М.: Академический проект, 2014. — 608 с. — (Gaudeamus). — ISBN 978-5-8291-1539-5